# Bois de reinette
Dodonaea viscosa
Espèce
Classification phylogénétique
Le bois de reinette, aussi appelé bois d'arnette ou dodonée visqueuse (Dodonaea viscosa), est une espèce de plantes à fleurs de la famille des Sapindaceae. C'est un arbuste d'origine pantropicale utilisé contre l'arthrose, les rhumatismes et la goutte.

## Synonymes
- Ptelea viscosa L.

## Description
- Arbuste buissonneux, rarement un petit arbre.
- Feuille obovales lancéolées
- Fruit samaroïde à 3 ailes

## Galerie

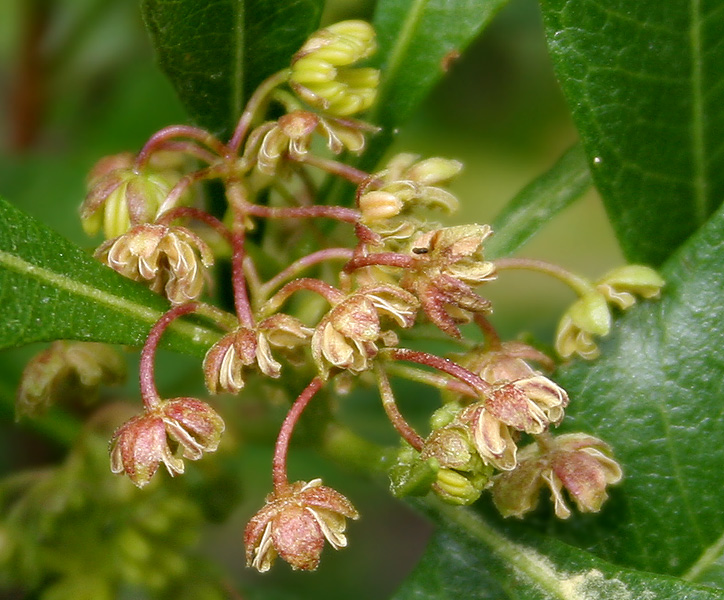
Fleurs.
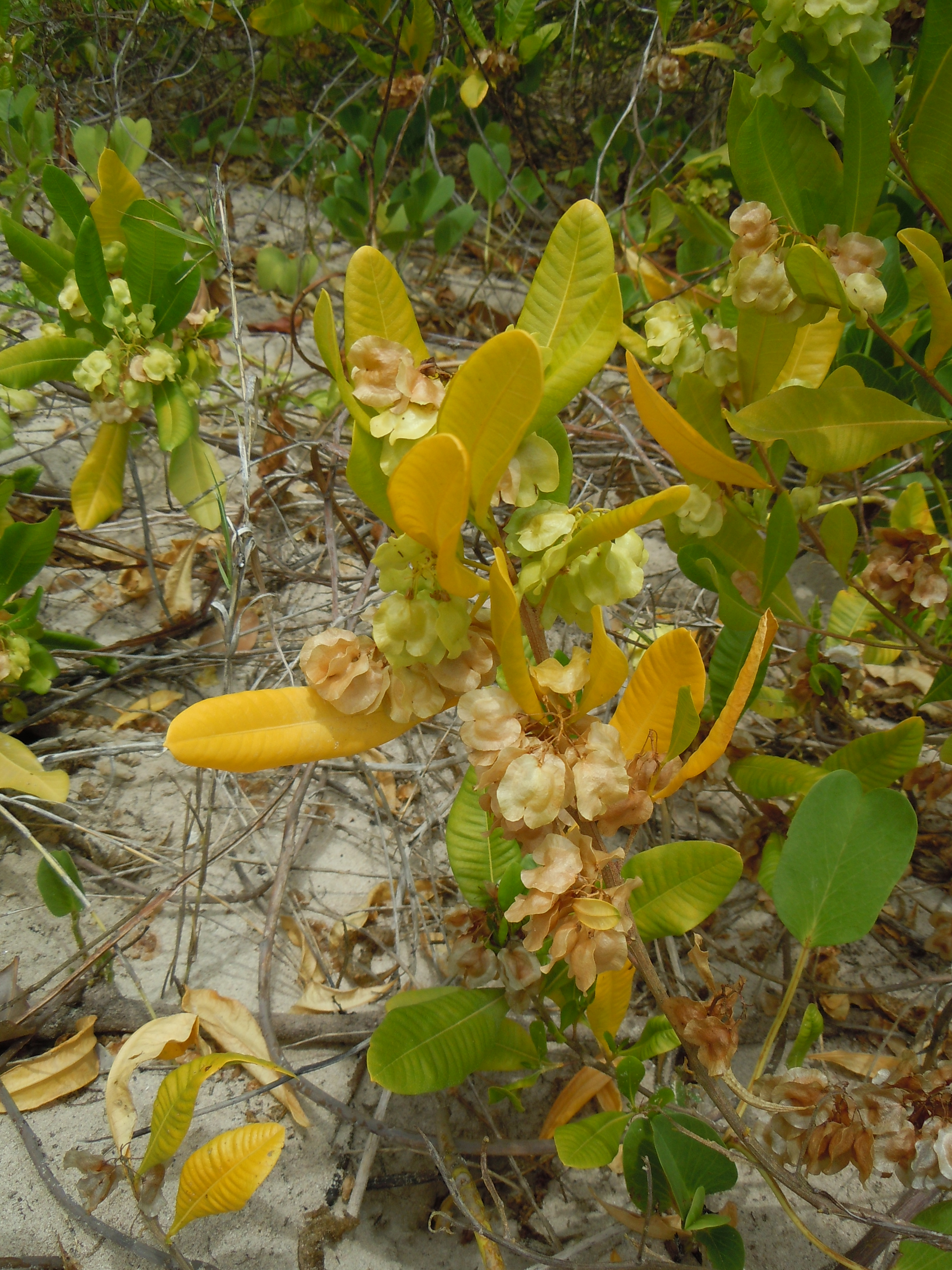
Jeune plant en Martinique.
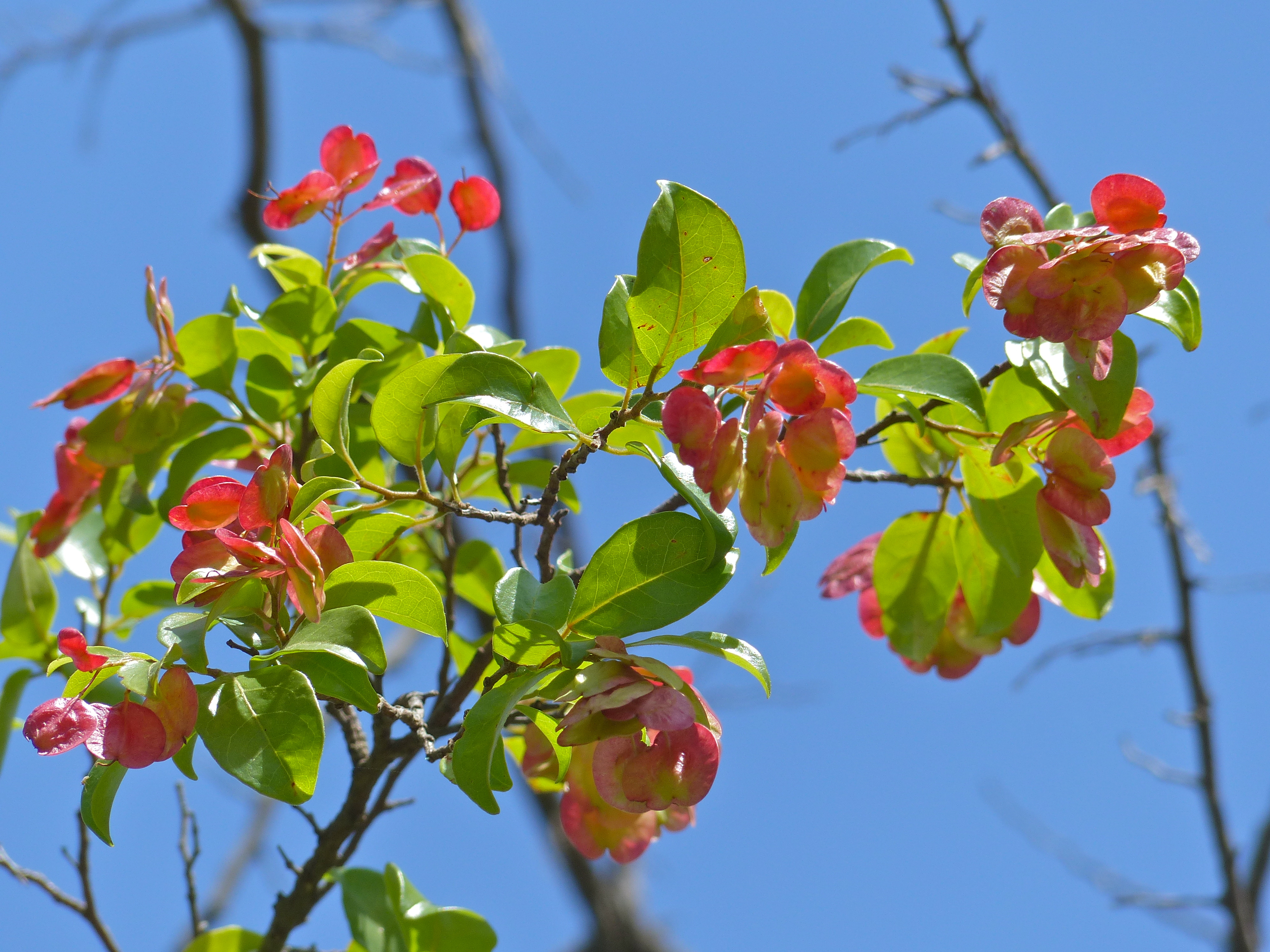
Feuilles et fruits (Parc national Kruger, Afrique du Sud).
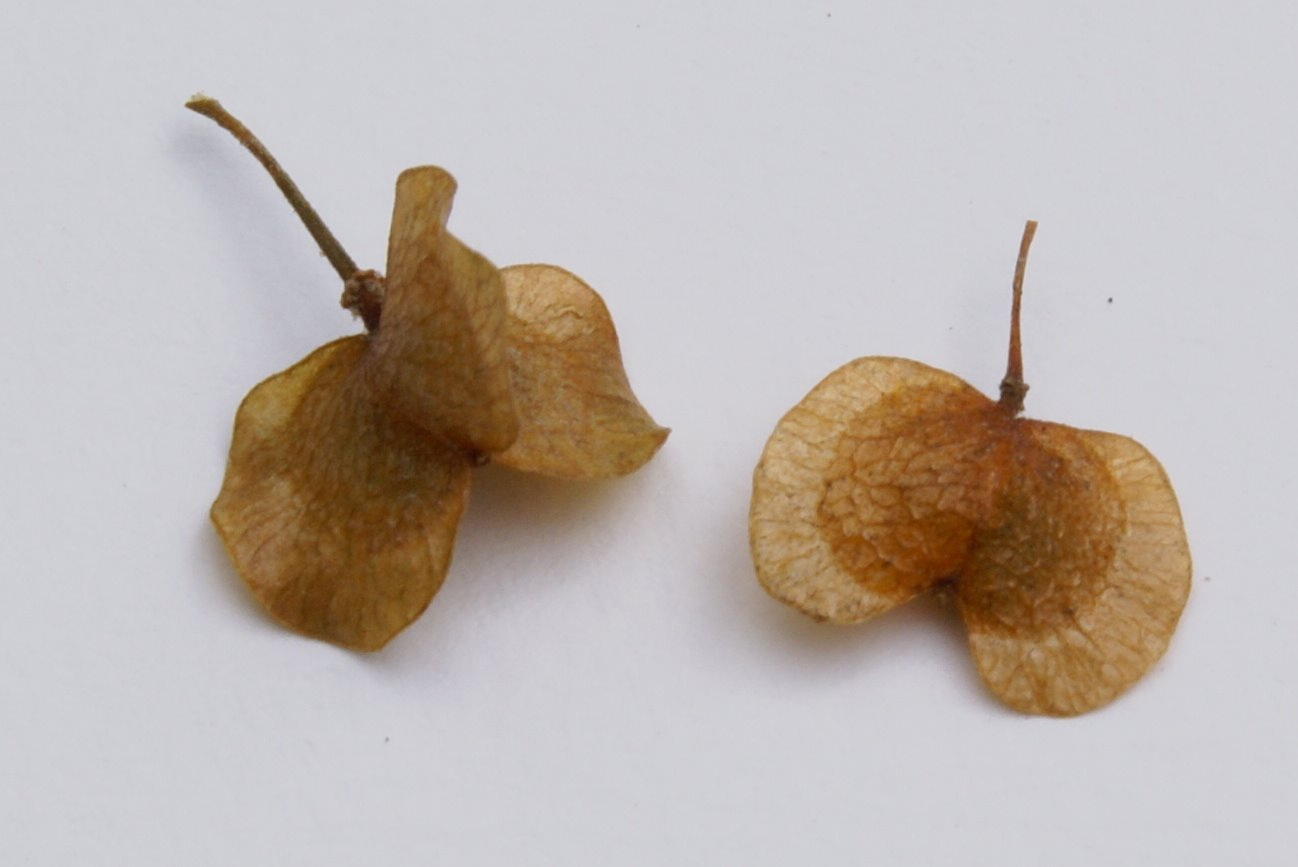
Fruits.
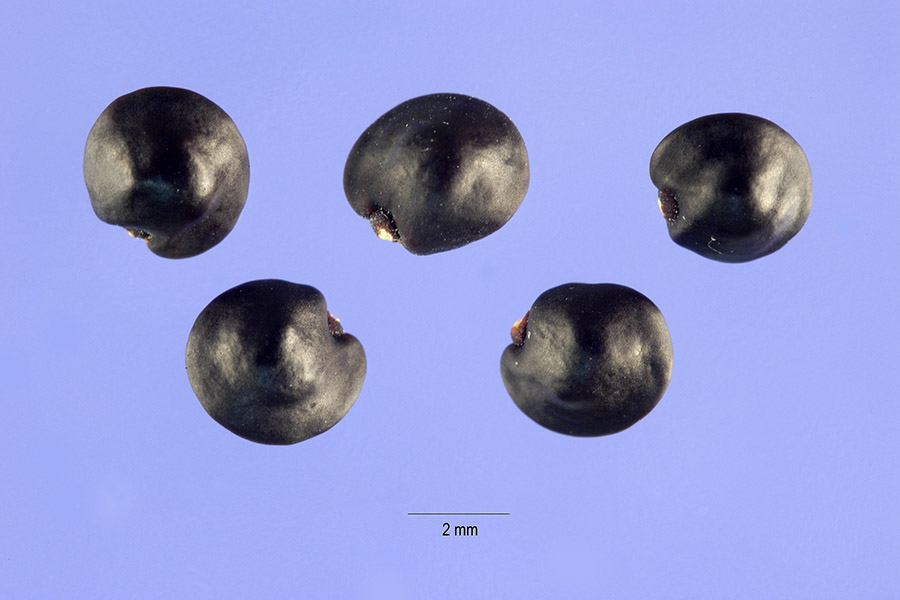
Graine.
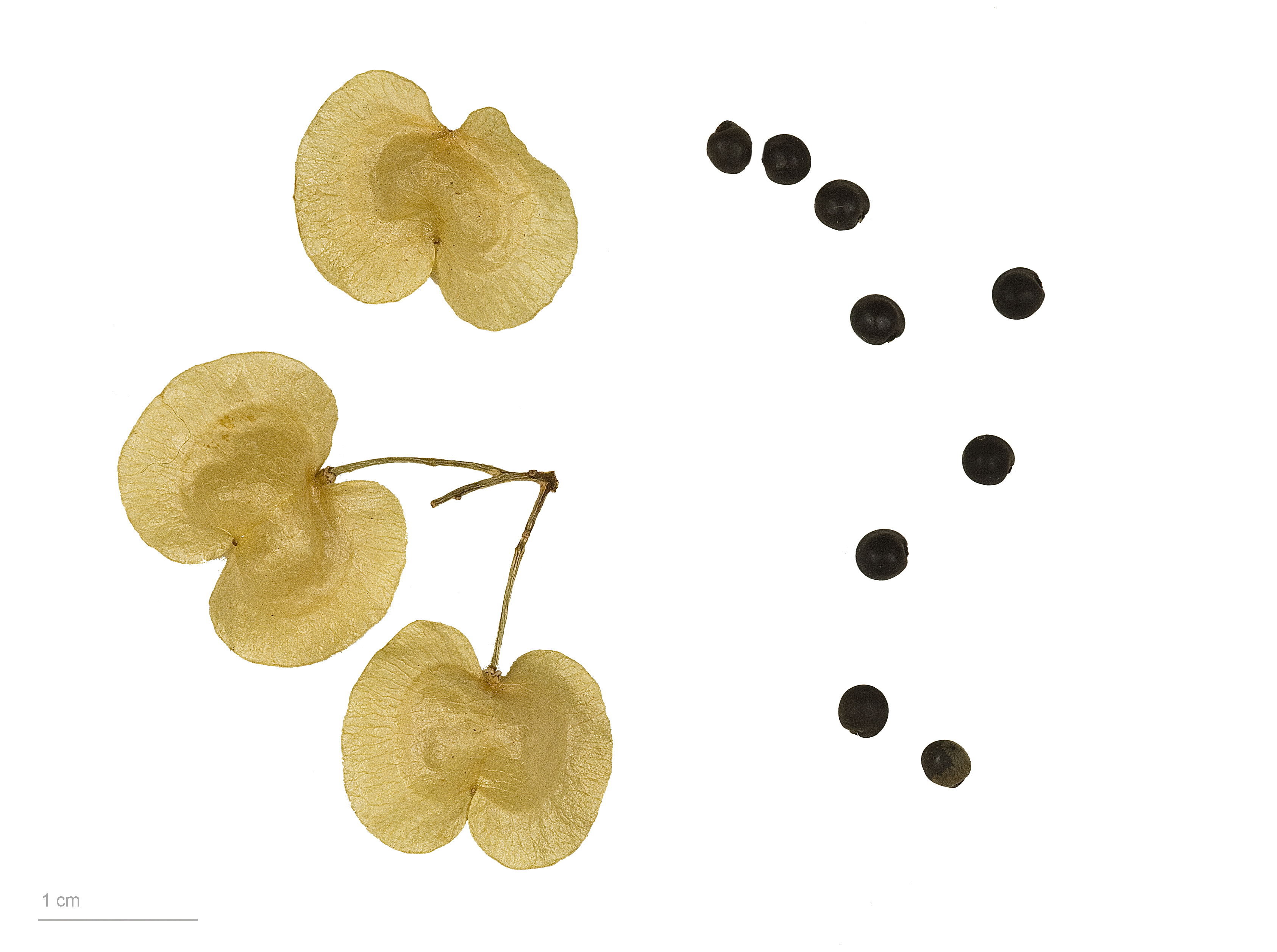
Dodonaea viscosa au Muséum de Toulouse.